# Cecilia Suhaid Gustafsson
Cecilia Suhaid Gustafsson, född 1977 i Chile, är en konstnärlig ledare för dans och poddare.

## Biografi
Cecilia Suhaid Gustafsson växte upp i Härnösand. Sedan 2021 är hon konstnärlig ledare för Riksteaterns dansrepertoar och har tidigare varit konstnärlig ledare vid Atalante, samt arbetat med bland annat Göteborgs dans- och teaterfestival och varit projektledare för Scenkonstbiennalen 2021 för Scensverige.
Suhaid Gustafsson hörs även i podcasten "Kulturens ABC" tillsammans med Caisa-Stina Forssberg, samt i podcasten "Kulturråden" tillsammans med Soraya Hashim och Palmer Lydebrant. Tidigare har hon även varit programledare i Sveriges radio på P4 Göteborg.
I SVT:s kulturprogram "Klassiska klubben" syns också Cecilia Suhaid Gustafsson som en av panelisterna som diskuterar opera, dans, teater och klassisk musik.